# Semir Garment
Zhejiang Semir Garment Company Limited — китайская швейная компания, которая разрабатывает, производит и продаёт готовую одежду под брендами Semir и Balabala. Входит в десятку крупнейших производителей одежды Китая и в 500 крупнейших частных компаний страны. Основана в 1996 году, штаб-квартира расположена в Вэньчжоу (провинция Чжэцзян).

## История
Компания Semir основана в декабре 1996 года в Вэньчжоу. В марте 1997 года Semir вышел на рынок повседневной одежды, открыв свой первый магазин в Сюйчжоу. В 2002 году компания создала собственный бренд детской одежды Balabala и ввела в эксплуатацию Xinqiao Semir Industrial Park. В марте 2011 года вышла на Шэньчжэньскую фондовую биржу.
В мае 2011 года компания ввела в эксплуатацию Shanghai Semir Industrial Park (Миньхан). В 2012 году Semir основал компанию электронной коммерции в Ханчжоу. В сентябре 2013 года Semir Garment и южнокорейская компания Sisun International создали совместное предприятие Shanghai Shengxia Garment. В ноябре 2013 года Semir перенёс свою штаб-квартиру в новый комплекс в районе Оухай и стал главным агентом германского модного бренда Marc O’Polo в Китае.
В октябре 2015 года компания открыла свой первый детский городок Mengduoduo Town. В мае 2016 года открылся торговый центр MICX Wenzhou (совместное предприятие Semir Group и China Resources Land). В феврале 2017 года бренд Balabala открыл свой первый зарубежный магазин в Саудовской Аравии. В декабре 2017 года был основан корпоративный университет Semir. В марте 2018 года Semir Garment заключил стратегическое партнёрство с американской сетью детских магазинов The Children's Place. В июне 2018 года бренд Balabala вышел на рынок Гонконга.
В августе 2018 года бренд Semir открыл свой первый зарубежный магазин в Саудовской Аравии. В октябре 2018 года Semir приобрела все активы французского производителя детской одежды Kidiliz Group, в мае 2019 года открыла Semir E-commerce Park. По итогам 2019 года выручка компании составила почти 2,8 млрд долларов, а прибыль — 311 млн долларов.
В 2021 году марки Semir и Balabala открыли магазины в Макао, Вьетнаме, Камбодже, Непале, Катаре и Дубае.

## Деятельность
Компания Semir Garment производит мужскую и женскую одежду для отдыха, детскую одежду и различные аксессуары (в том числе футболки, рубашки, джинсы, брюки, юбки, свитера, куртки, пальто, обувь, носки, головные уборы, шарфы, ремни, перчатки, сумки и очки). Основные фабрики Semir Garment расположены в Вэньчжоу и Шанхае.
Торговая сеть Semir Garment насчитывает в материковом Китае 8,5 тыс. магазинов под брендами Semir, Balabala, Mini Bala, Hey Junior, Makale, Aiken, Jason Wu, Marc O’Polo, Juicy Couture, Asics Kids и Puma Kids. Также компания продаёт свою продукцию через мультибрендовые универмаги, торговые центры, супермаркеты и социальные сети. По итогам 2021 года основная выручка компании пришлась на детскую одежду (66,6 %) и повседневную одежду (32,6 %). Главным рынком сбыта является Китай (99,8 %).
К своим рекламным кампаниям Semir часто привлекает китайских, тайваньских и корейских звёзд эстрады и кино, в том числе Чхве Сивона, Ли Мин Хо, Ким Сухёна, Ли Джон Сока, Ким У Бина, Бан Минъа, Ким Юра, Хань Гэна, Ян Яна и группу Super Junior-M.

## Акционеры
Основными акционерами Semir Garment являются Дай Чжиюэ (13,1 %), Цю Яньфан (8,96 %), Чжэн Цюлань (6,36 %), Цю Гуанхэ (5,26 %), Цю Цзяньцян (4,76 %), Цю Гуанпин (3,37 %) и Чжоу Пинфань (3,31 %).